# Spiloctenia ocellata
Spiloctenia ocellata là một loài bướm đêm trong họ Geometridae.